# Arthur Sorin
Arthur Sorin, född 1 november 1985 i Laval (Mayenne) i Frankrike, är en fransk fotbollsspelare (försvarare) som för närvarande tillhör danska AGF Århus, oftast i positionen högerback. 
Sorin spelade tidigare i svenska klubben Kalmar FF dit han kommit från Stade Rennais (Rennes) inför säsongen 2007. I Kalmar tog han genast en ordinarie plats och hade där två framgångsrika år med cup-guld 2007 och SM-guld 2008.
Arthur Sorin är son till Michel Sorin som spelat sju år i Rennes. Tack vare pappan och lite hjälp av svenske dåvarande Rennes-spelaren Erik Edman hamnade Arthur i Kalmar FF.
Sorins styrkor som fotbollsspelare är hans passningsspel och förmåga att läsa spelet.

## Meriter
- Svenskt Cup-guld 2007 (Kalmar FF)
- SM-guld 2008 (Kalmar FF)